# Boulevard Étienne-Dallaire
Le boulevard Étienne-Dallaire est une artère est-ouest située dans l'arrondissement Desjardins, à Lévis.

## Situation et accès
Le boulevard a une longueur d'environ 1,8 km. Il traverse le centre de Lévis dans une orientation est-ouest. Débutant à l'est à la jonction de la rue Saint-Omer, il croise sur son parcours le boulevard Alphonse-Desjardins et la route du Président-Kennedy avant de se terminer à la jonction des rues Châteaubriand et Flaubert.

## Origine du nom
Le nom du boulevard rend hommage à Étienne Dallaire, personnalité de Lévis du début du XIXe siècle. 

## Historique
Le boulevard est ouvert à la circulation en 1968 sur quelques centaines de mètres comme lien perpendiculaire reliant la route du Président-Kennedy et le boulevard Alphonse-Desjardins. Son nom lui est attribué en 1968 et est officialisé par la Commission de toponymie le 5 mars 1993. L'orthographe « boulevard Étienne-D'Allaire » était autrefois employé. 
Conçu dans l'objectif de devenir un second axe routier est-ouest parallèle au boulevard Guillaume-Couture, une bande d'environ 60 mètres de large est créée pour assurer son prolongement futur.
Dans son schéma d'aménagement et de développement publié en 2015, la Ville de Lévis envisage 4 phases de prolongement. À terme, le boulevard relirait la route Monseigneur-Bourget à l'est jusqu'au chemin des Îles à l'ouest, une distance totale de plus de 6 kilomètres.
Le 10 juin 2019, un nouveau tronçon d'un kilomètre est inauguré entre le boulevard Alphonse-Desjardins et la rue Saint-Omer, traversant le nouveau développement immobilier UMANO.
Son prolongement vers l'ouest jusqu'au chemin des Îles ou la rue Charles-Rodrigue est parfois évoqué comme projet imminent ou promesse électorale, tandis que d'autres propositions favorisent plutôt la conversion de l'emprise en parc linéaire,.